# Peirescius (cráter)

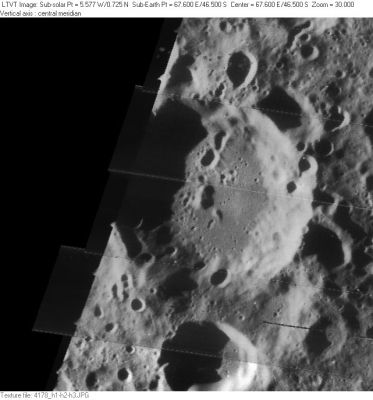
Fotografía de la misión Lunar Orbiter 4

Peirescius es un cráter de impacto que se encuentra en la parte sureste de la Luna. Está muy cerca del limbo oeste, de forma que aparece con un fuerte escorzo cuando se ve desde el Tierra, a pesar de que es casi de forma circular. Al oeste-noroeste de Peirescius se halla el cráter Vega, y a menos de un diámetro del cráter al sur aparece el cráter Brisbane. Más al este se encuentra el Mare Australe.
|  |

Las partes exteriores de este cráter han sido erosionados por impactos más pequeños, con varios cratercillos en el borde o en la pared interior que han modificado la forma original del cráter, aunque no tanto como en el caso del cercano Vega, mucho más erosionado. El suelo interior es una extensión casi carente de rasgos distintivos, con solamente una mínima elevación en el centro y un pequeño cráter hacia el borde norte.
El cráter fue nombrado en 1935 en memoria del astrónomo y erudito francés Nicolas-Claude Fabri de Peiresc (1580-1637).

## Cráteres satélite
Por convención estos elementos son identificados en los mapas lunares poniendo la letra en el lado del punto medio del cráter que está más cercano a Peirescius.
|            | \| Peirescius \| Coordenadas \| Diámetro \| \| ---------- \| ----------------------------- \| -------- \| \| A \| 45°12′S 71°18′E / -45.2, 71.3 \| 15 km \| \| B \| 45°36′S 70°30′E / -45.6, 70.5 \| 18 km \| \| C \| 46°12′S 71°30′E / -46.2, 71.5 \| 41 km \| \| D \| 48°06′S 71°54′E / -48.1, 71.9 \| 43 km \| \| G \| 48°06′S 67°42′E / -48.1, 67.7 \| 25 km \| \| H \| 45°18′S 73°06′E / -45.3, 73.1 \| 8 km \| \| J \| 45°06′S 66°48′E / -45.1, 66.8 \| 15 km \| |          |
| Peirescius | Coordenadas | Diámetro |
| A          | 45°12′S 71°18′E / -45.2, 71.3 | 15 km    |
| B          | 45°36′S 70°30′E / -45.6, 70.5 | 18 km    |
| C          | 46°12′S 71°30′E / -46.2, 71.5 | 41 km    |
| D          | 48°06′S 71°54′E / -48.1, 71.9 | 43 km    |
| G          | 48°06′S 67°42′E / -48.1, 67.7 | 25 km    |
| H          | 45°18′S 73°06′E / -45.3, 73.1 | 8 km     |
| J          | 45°06′S 66°48′E / -45.1, 66.8 | 15 km    |